# Joe Lean and the Jing Jang Jong

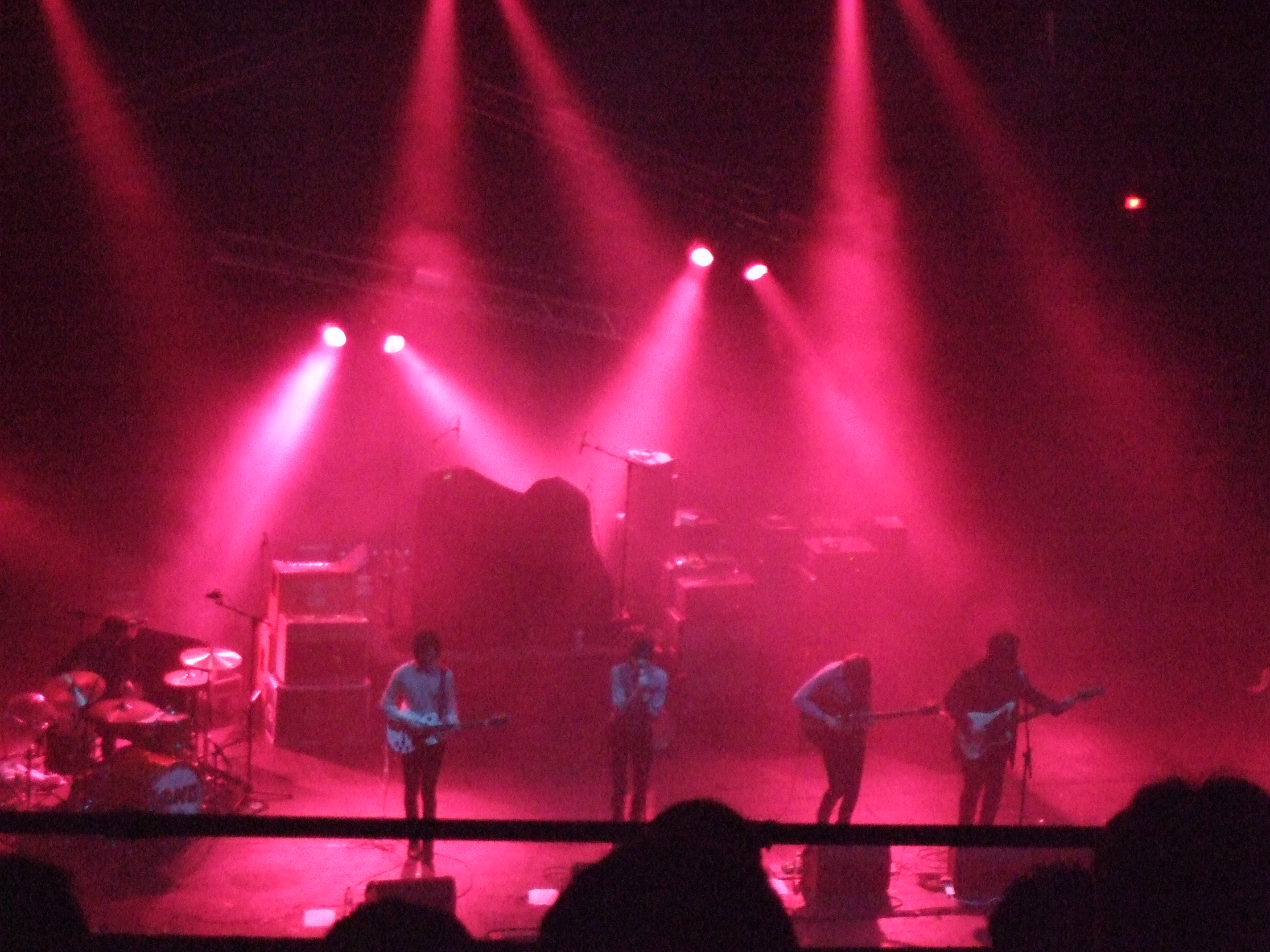
Joe Lean and the Jing Jang Jong, 2008

Joe Lean and the Jing Jang Jong waren eine britische Popband aus London.

## Bandgeschichte
Joseph Bernays war unter dem Pseudonym Joe Van Moyland bereits als Schauspieler bekannt geworden und als Schlagzeuger in der Begleitband der Girlgroup The Pipettes aufgetreten. 2006 gab er sich den Namen Joe Lean und stellte eine fünfköpfige Band zusammen, die erst Joe Lean and the Tantrums und dann Joe Lean and the Jing Jang Jong hieß. Bereits mit ihrer Debütsingle Lucio Starts Fires erregten sie 2007 große Aufmerksamkeit. In der Folge wurden sie als Vorband der Babyshambles, der Kaiser Chiefs und von Cansei de Ser Sexy engagiert. Die BBC prognostizierte ihnen für das folgende Jahr den Durchbruch: In ihrer Umfrage Sound of 2008 belegten sie Platz 7.
Im März 2008 schafften sie auch tatsächlich den Charteinstieg mit Lonely Buoy, das Platz 43 erreichte. Im Sommer traten sie beim renommierten Glastonbury Festival auf, bevor Anfang August ihr Debütalbum mit dem Bandnamen als Titel erscheinen sollte. Es lag auch schon den Musikredaktionen vor und erhielt unter anderem 4 von 5 Punkten im Review des NME. Doch im letzten Moment zog die Band das Album wieder zurück, weil es „nicht ihren aktuellen Sound darstelle“. Sie begannen, das Album noch einmal komplett neu aufzunehmen. Sie kamen jedoch nicht dazu es zu vollenden und im Oktober 2009 verlor ihr Label Mercury die Geduld und ließ sie fallen. Wenig später löste sich die Band wieder auf.

## Mitglieder
Letzte Besetzung
- Joe Lean, Sänger
- Randy Michael, Gitarre
- Dominic O’Dare, Gitarre
- Maxim Barron (Panda), Bass
- James Craig, Schlagzeug

Früheres Mitglied
- Tommy Dougall, Gitarre

## Diskografie
Singles
- Lucio Starts Fires (2007)
- Lonely Buoy (2008)
- Where Do You Go (2008)